# Polytechnische Universität Harbin
Die Polytechnische Universität Harbin (chinesisch 哈爾濱工業大學 / 哈尔滨工业大学, Pinyin Hā'ěrbīn Gōngyè Dàxué), auf Englisch Harbin Institute of Technology, abgekürzt „HIT“ oder 哈工大, ist eine Universität in der Volksrepublik China. Sie gehörte zur ersten Gruppe der im Rahmen des „Projekts 211“ zu Exzellenzuniversitäten ernannten Lehranstalten. Neben ihrem Hauptsitz im Stadtbezirk Nangang von Harbin, Provinz Heilongjiang, besitzt sie seit 1985 noch einen Campus in Weihai, Provinz Shandong
und seit 2002 einen weiteren in Shenzhen, Provinz Guangdong.

## Geschichte

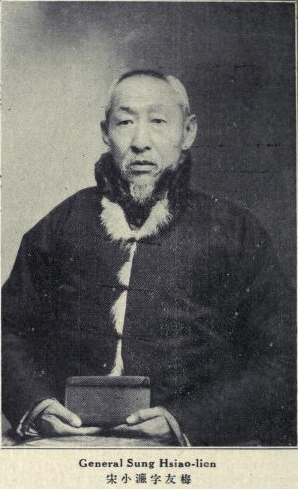
Song Xiaolian, 1920–1924 Rektor des Polytechnikums

Die Universität wurde am 17. Oktober 1920 unter dem Namen „Sino-Russisches Polytechnikum Harbin“ (哈尔滨中俄工业学校) gegründet. Der erste Rektor war Song Xiaolian (宋小濂, 1863–1926), die Unterrichtssprache war Russisch. Das Ziel der Schulgründung war, für das noch vom zaristischen Russland in die Wege geleitete Projekt der Ostchinesischen Eisenbahn (中国东方铁路) Ingenieure heranzubilden. Zunächst wurden dort zwei fünfjährige Studiengänge angeboten: Eisenbahnbau und Elektromechanik. Am 2. April 1922 wurde das Polytechnikum zur Universität hochgestuft und hieß nun „Sino-Russische Polytechnische Universität Harbin“ (哈尔滨中俄工业大学校). Am 20. Oktober 1928 wurden zusätzlich eine Fakultät für Jura und eine Fakultät für Betriebswirtschaft eröffnet. Für chinesische Studenten gab es Vorbereitungsklassen (预科班), in denen sie Russisch lernen konnten.
Nach der Besetzung der Mandschurei durch Japan Ende 1931/Anfang 1932 verkaufte die Sowjetunion im März 1935 die Ostchinesische Eisenbahn, und damit auch die Polytechnische Universität, für 140 Millionen Yen an Mandschukuo, ein von den Japanern in Nordostchina eingesetztes Marionettenregime. 
Die Unterrichtssprache wurde von Russisch auf Japanisch geändert, von Januar 1937 bis August 1945 war der Japaner Suzuki Masao (鈴木正雄) Rektor der Universität. Von der Gründung 1920 bis 1938 hatte die Universität insgesamt 1267 Absolventen hervorgebracht, 382 davon Chinesen, 885 Sowjetbürger und Polen. Seit der Machtübernahme durch die Japaner waren dann nur noch chinesische, japanische und koreanische Studenten angenommen worden.
Nach der Operation Auguststurm und der Kapitulation Japans wurde die Universität der – nun wieder von der Sowjetunion in Besitz genommenen – Chinesischen Changchun-Eisenbahn (中国长春铁路, der neue Name der Ostchinesischen Eisenbahn) unterstellt, die Unterrichtssprache wurde wieder auf Russisch geändert. Es gab nun fünfjährige Studiengänge in Architektur, Elektrotechnik, Betriebswirtschaft, Bergbau, Chemieingenieurwesen und Asiatische Wirtschaft.
Am 7. Juni 1950 übergab die sowjetische Regierung die Changchun-Eisenbahn und damit auch die Polytechnische Universität Harbin an China, die Unterrichtssprache wurde auf Chinesisch geändert. Als das damalige Ministerium für Höhere Erziehung (高等教育部) im Oktober 1954 sechs chinesische Universitäten zu „Nationalen Schwerpunktuniversitäten“ (全国重点大学) ernannte, war Harbin eine davon, die einzige, die nicht in Peking lag.
Ab September 1958 wurde auf Anweisung von Deng Xiaoping, damals Generalsekretär des Politbüros der KPCh, der Lehrplan geändert, zivile Fächer entfernt und auf die Anforderungen der Volksbefreiungsarmee umgestellt. 1962 war dieser Transformationsprozess vollendet.
Wie in allen Lehranstalten kam 1966 mit dem Ausbruch der Kulturrevolution der Unterrichtsbetrieb zum Erliegen. 1969 hatten sich dann nach dem Zwischenfall am Ussuri die Spannungen mit der Sowjetunion soweit verschärft, dass Verteidigungsminister Lin Biao am 18. Oktober 1969 mit seinen „Befehl Nr. 1“ (林副统帅一号战斗号令, Pinyin Lín Fùtǒngshuài Yīhào Zhàndòu Hàolìng) die chinesischen Atomraketen startbereit machen ließ. In diesem Befehl ordnete Lin Biao außerdem nicht nur an, dass sich alle militärischen Einheiten weit verstreuen sollten,
sondern auch dass die wichtigen Institute sofort ins Landesinnere zu verlagern wären, die sogenannte „Dritte Front“ (三线), ein bereits seit 1964 laufendes Projekt.
Dies erforderte einiges an Organisation; der tatsächliche Marschbefehl wurde am 12. Januar 1970 erteilt. Ein großer Teil der Polytechnischen Universität zog zusammen mit der Fakultät für Kerntechnik der Akademie für Ingenieurwissenschaften Harbin nach Chongqing in Sichuan um, wo sie auf dem Gelände der Pädagogischen Universität Südwestchina (西南师范学院) die Polytechnische Universität Chongqing (重庆工业大学) bildeten, die dem für zivile und militärische Nuklearaktivitäten zuständigen Zweiten Ministerium für Maschinenbauindustrie unterstellt wurde. In Chongqing wurden jedoch nie neue Studenten immatrikuliert, und am 3. Juli 1973 ordnete der Staatsrat der Volksrepublik China gemeinsam mit der Zentralen Militärkommission im „Regierungsdokument (1973)79“ (国发(1973)79号文件) die Rückkehr der Harbiner Institute an ihren alten Standort an; die ursprüngliche Fakultät für Kerntechnik der Akademie für Ingenieurwissenschaften wurde der Polytechnischen Akademie Changsha in Hunan angeschlossen.

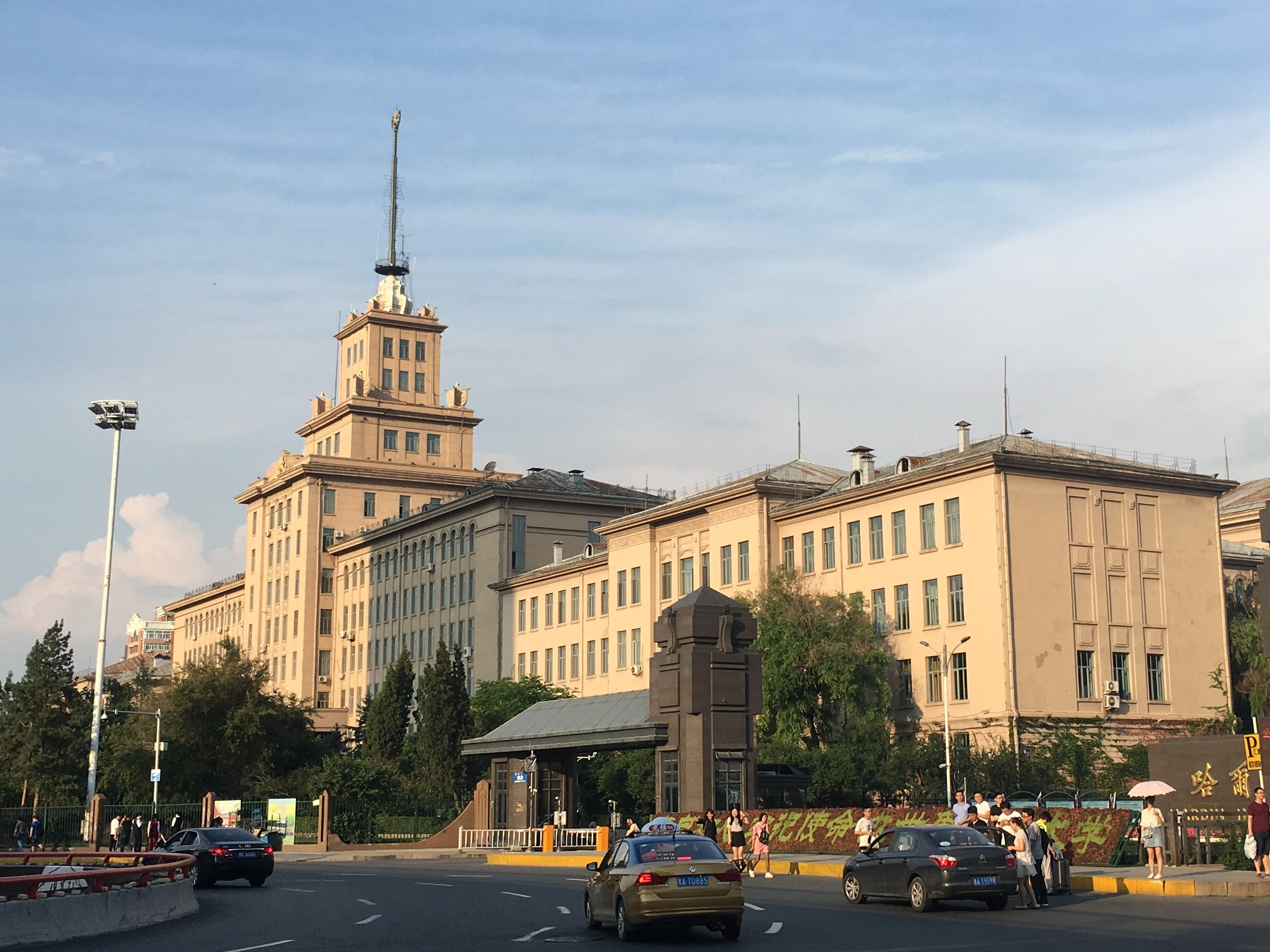
Hauptgebäude

Nach der Rückkehr nach Harbin wurde in den Instituten zunächst nur Forschung betrieben. Erst 1977 wurden wieder Studenten immatrikuliert, ab 1978 Doktoranden aufgenommen, und ab 1982 Postdoktoranden. 1984 wurde die Polytechnische Universität Harbin zu einer der 15 Schwerpunkthochschulen des Landes ernannt, was ihr Zugang zu Fördermitteln für den weiteren Ausbau gewährt. 1996 gehörte Harbin zu den ersten Universitäten die in das 1995 verabschiedete „Projekt 211“ aufgenommen wurden, und im November 1999 war die Universität eine von nur neun Hochschulen in ganz China, die vom Staat mit großem finanziellen Aufwand auf das Niveau internationaler Spitzenuniversitäten gebracht werden sollten.
Am 4. Mai 1982 wurde das Zweite Ministerium für Maschinenbauindustrie im Rahmen einer Verwaltungsreform in „Ministerium für Atomindustrie“ umbenannt. Gleichzeitig wurden die dem Ministerium bis dahin unterstehenden Universitäten der am selben Tag durch Verschmelzung der bisherigen Kommission für Wehrtechnik der Volksbefreiungsarmee, des Büros für wehrtechnische Industrie beim Staatsrat (国务院国防工业办公室) und der Kommission für wissenschaftlich-technische Ausrüstung bei der Zentralen Militärkommission (中央军委科学技术装备委员会) hervorgegangenen Kommission für Wissenschaft, Technik und Industrie für Landesverteidigung unterstellt. Wie die Mehrzahl dieser Lehranstalten wanderte die Polytechnische Universität Harbin bei einer weiteren Verwaltungsreform am 15. März 2008 in die Zuständigkeit des an jenem Tag aus dem Ministerium für Informationsindustrie hervorgegangenen Ministeriums für Industrie und Informationstechnik. Die Universität ist Mitglied des 2009 mit acht weiteren Universitäten gegründeten Zusammenschlusses C9-Liga.

## Lehre

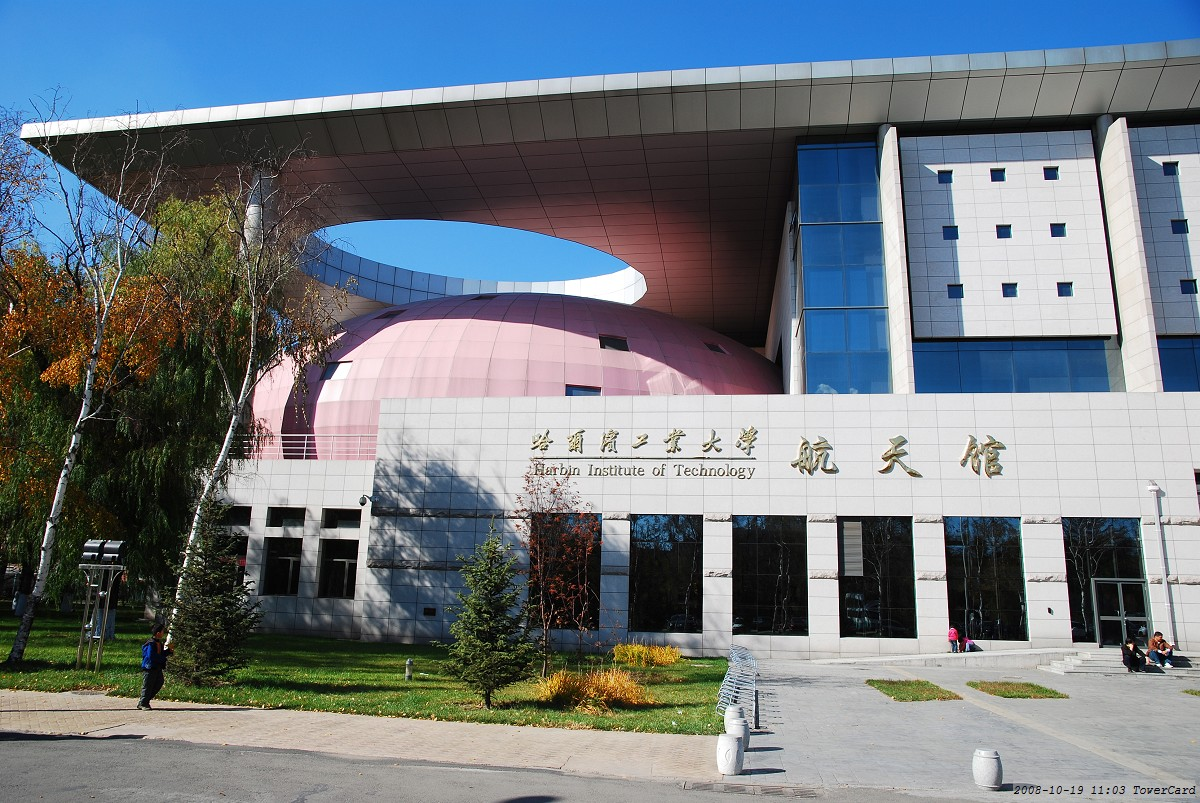
Fakultät für Raumfahrttechnik

Im Studienjahr 2022/2023 gab es an der Polytechnischen Universität Harbin folgende Fakultäten:
- Raumfahrttechnik[14]
- Elektronik und Informationstechnik[15]
- Mechatronik[16]
- Materialwissenschaft und Werkstofftechnik[17]
- Energie-Ingenieurwesen[18]
- Elektrotechnik und Automationstechnik[19]
- Messtechnik[20]
- Mathematik[21]
- Physik[22]
- Betriebswirtschaft[23]
- Jura, Geistes- und Sozialwissenschaften[24]
- Marxismus[25]
- Bauingenieurwesen[26]
- Umweltwissenschaften[27]
- Architektur[28]
- Verkehrstechnik[29]
- Netzwerksicherheit[30]
- Softwaretechnik[31]
- Informatik[32]
- Chemie und Chemieingenieurwesen[33]
- Fremdsprachen[34]
- Biowissenschaften[35]
- Medizin[36]
- Zukunftstechnologien[37]
- Sport[38]

Rektor der Universität im Rang eines Staatssekretärs ist seit dem 15. Juli 2021 der Materialwissenschaftler Han Jiecai (韩杰才, * 1966), der 1988 an der Polytechnischen Universität Harbin das Ingenieurdiplom erworben und 1992 dort promoviert hatte. Seit 2015 ist Han Jiecai Mitglied der Chinesischen Akademie der Wissenschaften.
Im Studienjahr 2022/2023 hatte die Universität insgesamt 7173 Mitarbeiter, darunter 4120 Dozenten und auswärtige Doktorandenbetreuer, sowie 58.292 Studenten, darunter 961 Ausländer. Von den chinesischen Studenten waren 48.107 Ingenieurstudenten und 9224 Doktoranden.

## Forschung
Seit der Lehrplanumstellung zum Studienjahr 1958/59 ist die Polytechnische Universität Harbin ein integraler Bestandteil des militärisch-industriellen Komplexes der Volksrepublik China. Neben den Fakultäten gibt es dort heute eine Reihe von Forschungsinstituten, wo nicht unterrichtet, sondern in Zusammenarbeit mit der Industrie Forschungs- und Entwicklungsarbeit betrieben wird.

### Forschungsinstitut für künstliche Intelligenz
Im Februar 1956 wurde an der Polytechnischen Universität Harbin der Fachbereich Informatik eingerichtet, im Herbst jenes Jahres wurden die ersten Studenten aufgenommen. Im Januar 1957 hatte man den ersten Analogrechner Chinas gebaut, 1958 dann einen Digitalrechner, der sprechen und Go spielen konnte. Dies gilt heute als Beginn der künstlichen Intelligenz in China.
Im weiteren Verlauf arbeitete man zunächst unter dem Dach der Fakultät für Informatik an der automatischen Verarbeitung natürlicher Sprache, der visuellen Wahrnehmung von Computern und der intelligenten Steuerung. Im Mai 2018 wurde schließlich das interdisziplinäre Forschungsinstitut für künstliche Intelligenz (人工智能研究院) gegründet, das seinerseits im August 2019 auf dem Campus Shenzhen das Internationale Forschungsinstitut für künstliche Intelligenz (国际人工智能研究院) gründete.
Diese beiden Stellen betrieben im Jahr 2023 campusübergreifend folgende Forschungszentren:
- Neurowissenschaften und gehirninspirierte Intelligenz[44]
- Sensomotorische Intelligenz[45][46]
- Kognitive Intelligenz[47]
- Intelligente Fertigung[48]
- Autonome Aufklärungssysteme[49]
- Intelligentes Gesundheitswesen[50]
- Intelligente Wasserversorgung und Müllbehandlung[51]
- Intelligentes Bauingenieurwesen[52]

### Forschungsinstitut für Bioinformatik und -technologie
Das Forschungsinstitut für Bioinformatik und -technologie (生物信息技术研究院) ging aus dem 1986 gegründeten Forschungslabor für maschinelles Lernen (机器学习研究室) hervor, wo man sich mit der Anwendung erweiterter Matrizen für das induktive Lernen befasste. Diese Einrichtung wurde 1990 zum Forschungslabor für maschinelles Lernen und Wissensmodellierung (机器学习与知识工程研究室) ausgebaut. Dort wurde ein später mit einem nationalen Wissenschaftspreis ausgezeichnetes Expertensystem für die Landwirtschaft entwickelt. 2001 wurde schließlich das Forschungszentrum für Bioinformatik (生物信息研究中心) gegründet, wo das weltweit erste System zur Visualisierung großer Datenmengen des menschlichen Genoms entwickelt wurde. 2016 erhielt das Forschungszentrum seinen heutigen Namen.
Von 2018 bis 2022 wurde unter der Führung des Instituts in Analogie zum Humangenomprojekt das Chinesengenomprojekt (中国十万人基因组计划) durchgeführt, bei dem das Genom von 100.000 gesunden Chinesen der zehn größten Ethnien (Han, Zhuang, Hui etc.) ermittelt wurde.
In einem weiteren Schritt soll nun das Genom von an schweren Krankheiten leidenden oder für schwere Infektionskrankheiten anfälligen Menschen erstellt und analysiert werden.

### Forschungsinstitut für Weltraumumgebung und physikalische Wissenschaften
Am 29. November 2008 wurde von der Polytechnischen Universität Harbin gemeinsam mit der China Aerospace Science and Technology Corporation ein Gemeinsames Zentrum für technologische Innovation (联合技术创新中心) gegründet, mit einem von CASC gestellten Direktor und einem Chefingenieur aus den Reihen der Universität.
Dieses Zentrum wurde am 5. Juni 2010 zum Forschungsinstitut für Innovation in Raumfahrtwissenschaft und -technik (空天科学技术创新研究院) erweitert, wobei CASC zusagte, in den folgenden fünf Jahren Forschungskosten von mindestens 500 Millionen Yuan aus Firmenmitteln zu tragen.
Im Jahr 2014 genehmigte die Staatliche Kommission für Entwicklung und Reform den mit einer Investition von aus Mitteln des 12. Fünfjahresplans (2011–2015) entnommenen 1,54 Milliarden Yuan durchgeführten Bau des Simulators für Weltraumumgebung (空间环境地面模拟装置), wegen der englischen Bezeichnung Space Environment Simulation and Research Infrastructure im Ausland oft „SESRI“ abgekürzt. Im Stadtbezirk Songbei stehen dort gut 110 Institutionen aus dem In- und Ausland zwei Zyklotronresonanz-Ionenquellen, ein Linearbeschleuniger für Ionen und ein 43,9-m-Synchrotron zur Verfügung, mit dem drei Ziele mit einstellbaren Ionenstrahlen beschossen werden können.
Nach der Fertigstellung des Simulators wurde schließlich am 12. Januar 2020 das Forschungsinstitut für Weltraumumgebung und physikalische Wissenschaften (空间环境与物质科学研究院) gegründet.
Neben der Anlage zur Simulation kosmischer Strahlung steht auch ein Simulator für Mondumgebung (月球表面环境模拟舱) zur Verfügung, an dem neben Mondstaub auch die Wirkung von Marsstaub auf Oberflächen getestet wird. In einer großen, betretbaren Vakuumkammer lässt man durch einen Rüttelmechanismus feines, in der Konsistenz Talkumpuder ähnelndes Mond- bzw. Marsstaubimitat auf Geräte oder Raumanzüge herabrieseln, dem mittels einer Elektronenkanone eine negative elektrische Ladung oder mittels durch 36 Deuteriumlampen erzeugter Ultraviolettstrahlung eine relativ schwache positive Ladung mitgegeben werden kann.
Für Marsstaub gibt es zusätzlich eine eigene Kammer.
Mit Klinostaten und – in Zusammenarbeit mit dem Chinesischen Raumfahrer-Ausbildungszentrum – mittels nach hinten gekippten Betten wird auch Schwerelosigkeit simuliert.

### Forschungsinstitut für Höhere Mathematik
Das Forschungsinstitut für Höhere Mathematik (数学研究院) wurde im Juli 2016 gegründet, es untersteht nicht der Fakultät für Mathematik, sondern direkt der Hochschulleitung und wird aus Sondermitteln finanziert. Das Personal unterliegt nicht den üblichen Regeln: man ist nicht verpflichtet, eine gewisse Zahl von Artikeln in Fachzeitschriften von einem gewissen Niveau zu veröffentlichen, Postdocs und Assistenten brauchen an der Universität keinerlei Unterricht zu halten, Professoren nur einen Kurs mit 30 bis 50 Unterrichtsstunden pro Jahr.
Neben mathematischer Grundlagenforschung befasst man sich am Institut vor allem mit interdisziplinärer Forschung im Grenzbereich zwischen Mathematik, Betriebswirtschaft, Physik, Ingenieurwesen und Informatik.

### Zentrum für Biowissenschaften
Auch das 2016 gegründete Zentrum für Biowissenschaften (生命科学中心) untersteht nicht der Fakultät für Biowissenschaften, sondern direkt der Universität und genießt, was Personalentscheidungen, Finanzen und Forschungsrichtung betrifft, eine weitgehende Autonomie.
Anfang der 2020er Jahre befasste man sich dort mit den molekularen Mechanismen von Entzündungen und Stoffwechselstörungen, mit programmiertem Zelltod, Autophagozytose und dem Stoffwechsel in Krebszellen, der Struktur und Signaltransduktion von Rezeptoren sowie der Entwicklung entsprechender Medikamente, der Struktur von Membranproteinen, Neurowissenschaften, Proteomik und Schlafforschung.

### Forschungsinstitut für moderne Landwirtschaft
Am 8. Juni 2022 wurde das Forschungsinstitut für moderne Landwirtschaft (现代农业研究院) gegründet, das speziell auf die Gegebenheiten in der Provinz Heilongjiang (Schwarzerde, sibirisches Klima) ausgerichtet ist. Mit einer Datenbank sollen der Provinzregierung Entscheidungshilfen an die Hand gegeben und die Auswirkungen von Maßnahmen im Voraus analysiert werden. Man arbeitet an der Entwicklung intelligenter Landmaschinen und der Zucht von genveränderten Pflanzen.

## Absolventen
- Sun Yun-suan (1913–2006, Elektromechanik)
- Ri Jong-ok (1916–1999)
- Wang Zhaoguo (* 1941, Turbinenbau)
- Li Changchun (* 1944, Automationstechnik)
- Li Zhanshu (* 1950, Master of Business Administration)
- Wang Yong (* 1955, Wirtschaftsingenieurwesen)
- Xu Dazhe (* 1956, Maschinenbau)
- Ma Xingrui (* 1959, Flugmechanik)
- Li Shufu (* 1963, Wirtschaftsingenieurwesen)